# 桂花乡 (南充市)
桂花乡，是中华人民共和国四川省南充市顺庆区曾经下辖的一个乡。2019年9月，撤销辉景镇和桂花乡，将其所属行政区域划归李家镇管辖。

## 行政区划
桂花乡撤销前下辖以下地区：
龙凤村、宝顶山村、庙沟村、卷洞门村、龙潭沟村、东山观村、白庙村、桂花村、新桥村、蒲家沟村、平桥村和法华寺村。